# Радівці (станція)
Радівці (рум. Gara Rădăuți) — залізнична неелектрифікована вантажно-пасажирська станція в Румунії, розташована в однойменному місті. З 2004 року будинок станції вказаний у Переліку пам'яток історії повіту Сучава.

## Історія
28 жовтня 1869 року була завершено другий етап Львівсько-Чернівецько-Ясської залізниці — відтинок Чернівці — Іцкань (1963 року станція Іцкань отримала назву Сучава-Північна (рум. Suceava Nord)). Ця залізниця сполучила Буковину з рештою Австро-Угорщини, проте не могла пройти через усі важливі міста краю.
Аби розширити наявну залізничну мережу, було створено приватне товариство Буковинських локальних залізниць. Ця спілка 1888 року почала будівництво нової дільниці у селі Дорнешть у напрямку Радівців, котру згодом продовжили до Бродіни. Цей відтинок було завершено 17 листопада 1889 року.
2001 року було завершено роботи з модернізації та ремонту будівлі станції.

## Пасажирське сполучення
Станція Радівці має приміське сполучення з Сучавою, де можна зробити пересадку на потяги далекого прямування.